# 大田原城
大田原城（おおたわらじょう）は、栃木県大田原市城山2丁目にあった日本の城（平山城）。大田原市指定史跡。1543年に大田原資清によって下野国大田原の蛇尾川西岸、比高約25メートルの龍体山に築かれた。

## 概要
城郭配置は北から北曲輪、本丸、二の丸、三の丸とし、大手は西の奥州街道に面した。
関ヶ原の戦い時の戦功による5000石加増により大田原藩が立藩され、明治維新まで累代大田原氏がこの城を拠点としてこの地を治めた。
戊辰戦争の際、大田原藩は新政府軍につき本城は対会津攻めの重要拠点視され、1868年（慶応4年）5月、旧幕府軍による攻撃を受けて三の丸が炎上した。1873年、廃城令により廃城。
城址は1961年（昭和36年）12月8日に大田原市の史跡に指定され、現在は龍城公園（城山公園とも）として利用されている。土塁には桜やツツジが植えられ、花見の名所として大田原市民に親しまれている。
大田原市旧市街地には城下町時代の往時を偲ばせる敵の来襲に備えた狭い道、鍵型に曲がった道などの面影が随所に残る。江戸時代中期の大田原城城門は大田原氏の菩提寺でもある大田原市光真寺の門として移設されていたが、現在の光真寺大門は1825年（文政8年）に焼失したものを再建したものである。
大田原城の北1.5kmの大田原市町島字水口の水田地帯には大田原城築城以前の大田原氏の館である水口（みなぐち）館跡がある。また、同市佐久山には那須氏の那須資隆の次男・那須泰隆（やすたか）が1187年（文治3年）に築いた佐久山城跡がある（現在は御殿山公園）。いずれも1961年（昭和36年）に大田原城跡と共に大田原市の史跡に指定されている。

## ギャラリー

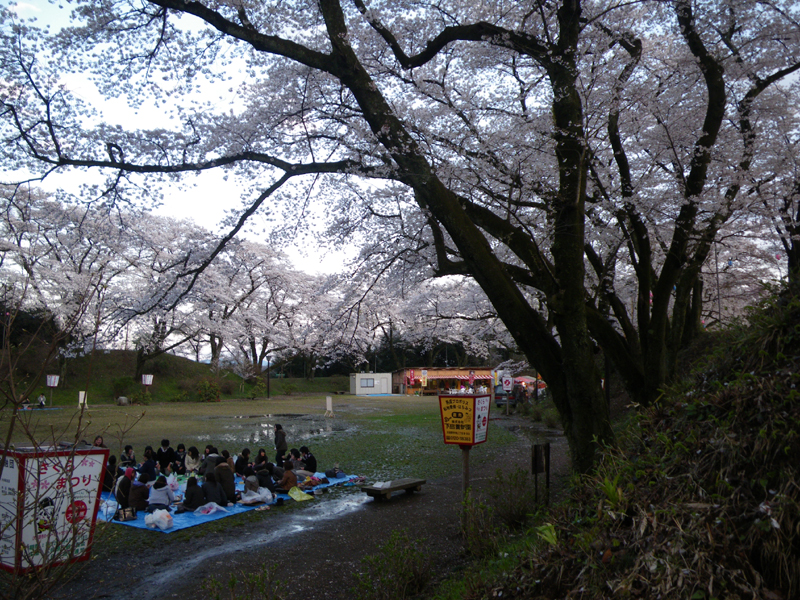
大田原城址の桜。現在は花見の名所として親しまれている[4]。
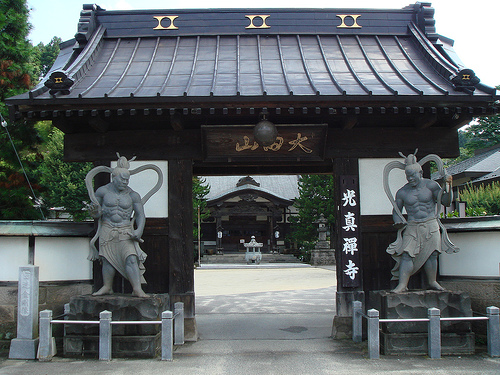
光真寺の大門。大田原城の城門を移築し、焼失後に再建されたもの[5]。
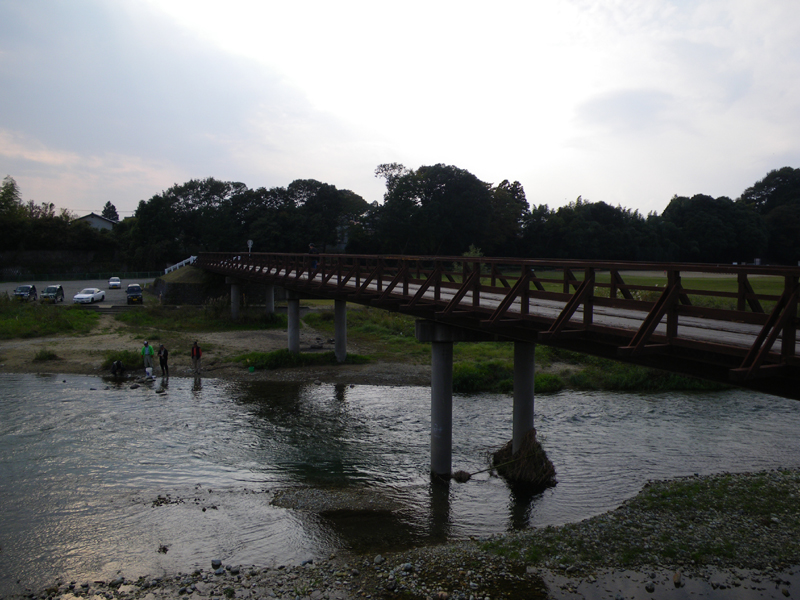
城の東側を流れる蛇尾川。中流域では伏流し水無川となる。
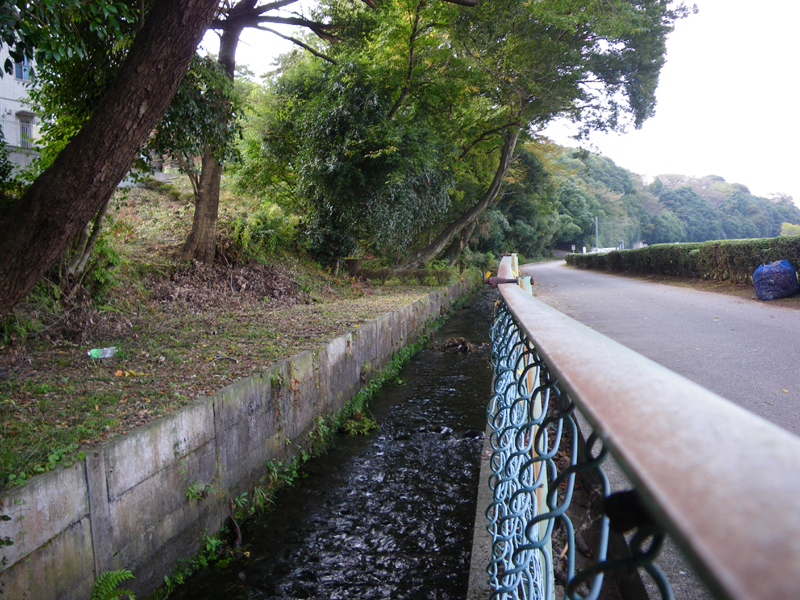
蛇尾川上流から大田原城下まで引かれた蟇沼用水。